# Illinoia dzhibladzeae
Illinoia dzhibladzeae är en insektsart. Illinoia dzhibladzeae ingår i släktet Illinoia och familjen långrörsbladlöss. Inga underarter finns listade i Catalogue of Life.